# チャムド・バンダ空港
チャムド・バンダ空港（チャムド・バンダくうこう）は、中華人民共和国チベット自治区チャムド市パシュー県バンダ鎮に位置する空港。

## 概要
商用としては世界で1番長い旧滑走路を持つ空港(5500m×45m)であり、四川省の稲城亜丁空港（海抜4411m）に次ぎ世界で2番目に標高の高い空港でもある。高地では大気が薄いためエンジン出力と揚力が低下し、さらに失速速度も速くなるために離陸速度が速くなる。それゆえに、長い滑走路が必要となるためだからこそである。

## 沿革
- 1992年12月2日　建設が着工される。
- 1994年　開港
- 1995年4月　初フライトが実施される。

## 就航路線
- 中国国際航空 - 成都/双流
- チベット航空 - 重慶、ラサ、成都/双流